# District de Liangyuan
Le district de Liangyuan (梁园区 ; pinyin : Liángyuán Qū) est une subdivision administrative de la province du Henan en Chine. Il est placé sous la juridiction de la ville-préfecture de Shangqiu.